# Hans Scheele
Hans Scheele (Hamburgo, Alemania, 18 de diciembre de 1908-Bielorrusia, 23 de julio de 1941) fue un atleta alemán especializado en la prueba de 400 m vallas, en la que consiguió ser campeón europeo en 1938.

## Carrera deportiva
En el Campeonato Europeo de Atletismo de 1934 ganó la medalla de oro en los 400 m vallas, llegando a meta en un tiempo de 53.2 segundos, por delante del finlandés Akilles Järvinen y del griego Christos Mantikas (bronce con 54.9 segundos).